# Onosma lijiangense
Onosma lijiangense är en strävbladig växtart som beskrevs av Y. L. Liu. Onosma lijiangense ingår i släktet Onosma och familjen strävbladiga växter. Inga underarter finns listade i Catalogue of Life.